# Acatlán de Juárez
Acatlán de Juárez é um município do estado de Jalisco, no México.